# 札幌拘置支所

敷地外から

札幌拘置支所（さっぽろこうちししょ）は、札幌刑務所（札幌矯正管区）所管の刑事施設。札幌刑務所に隣接している。
1880年（明治13年）に開設され、2001年（平成13年）に新庁舎が新築された。

## 所在地
- 北海道札幌市東区東苗穂2条1丁目1番1号[3]

## 収容人員
- 322人[2]

## 死刑確定者
2021年（令和3年）9月20日時点で、本施設には以下の死刑確定者（死刑囚）が収監されている。ただし死刑執行施設（刑場）は本施設ではなく、隣接する札幌刑務所内にある。
- 大森勝久（北海道庁爆破事件の死刑囚：現在75歳） - 1994年（平成6年）7月15日に最高裁第二小法廷（大西勝也裁判長）で上告棄却判決を受け[5]、死刑判決が確定[6]。一貫して無実を主張[6]。死刑確定後、2021年12月までに札幌地裁へ3度の再審請求を行ったが、いずれも棄却されている[7]。

なお、裁判員制度施行（2009年5月）以降に起訴された死刑囚は収監されていない。

### 過去の死刑囚
かつて本施設に収監されていた死刑囚のうち、死刑を執行された死刑囚や、獄死・恩赦などによって死刑を執行されなかった死刑囚。
- H夫婦（夕張保険金殺人事件の死刑囚夫婦） - 2人とも1987年（昭和62年）3月9日に札幌地裁（鈴木勝利裁判長）で死刑判決を受け、札幌高裁に控訴していたが、1988年10月11日付で控訴を取り下げ、死刑が確定した[8]。これは恩赦を期待したものだったが、その期待に反して恩赦はなされず、1997年8月1日に死刑執行（夫は54歳没、妻は51歳没）[8]。なお、妻は戦後4人目の女性死刑囚である[9]。
- 男HH（空知連続殺人事件の死刑囚）[10] - 1972年（昭和47年） - 1974年（昭和49年）にかけ、北海道の空知管内で殺人・強姦致死事件2件と、強姦致傷事件1件を犯した[注 1][10]。「証拠は違法捜査による自白のみで物証がない」として無罪を主張したが、1990年（平成2年）9月13日に最高裁（角田礼次郎裁判長）で上告棄却判決を受け[12]、同年10月25日に死刑が確定[13]。1992年（平成4年）に再審請求したが、特別抗告中の2003年（平成15年）8月にスキルス性胃癌と診断され、2004年（平成16年）6月4日に癌性悪液質のため、札幌刑務所の病舎内で病死（70歳没）[14]。
- 男OK（平取事件の死刑囚）[15] - 1979年（昭和54年）7月18日[6]、日高振興局管内の沙流郡平取町で、剥製業者一家4人を射殺した[15]。1993年（平成5年）12月20日に最高裁（大野正男裁判長）で上告棄却判決を受け、死刑が確定[6]。1999年（平成11年）11月8日、入浴中に貸し出された剃刀で右頸部（頸動脈）を切り、自殺した（55歳没）[注 2][15]。
- 男KY（北見市資産家夫婦殺害事件の死刑囚）[16] - 1988年（昭和63年）10月21日、北海道北見市南町の資産家男性宅で、男性夫婦（夫61歳、妻56歳）を出刃包丁とドライバーで刺殺した[17]。動機は嘘の融資話を持ちかけ、被害者を高額な保険に勧誘したことが会社に発覚するのを恐れたものである[17]。事件発生から13年以上逃亡していたが[18]、公訴時効成立の10か月前（2002年10月）に逮捕された[19]。無罪を主張したが、2009年（平成21年）12月4日に最高裁第二小法廷（古田佑紀裁判長）で上告棄却判決を受け[19]、死刑が確定[18]。死刑確定後、2021年11月までに5回の再審請求を行ったが、いずれも棄却されている[16]。2023年9月23日に誤嚥性肺炎による呼吸不全のため札幌刑務所の病舎内で病死（78歳没）。